# 邵陽市
邵陽市（しょうよう-し）は中華人民共和国湖南省に位置する地級市。

## 地理
湖南省の中西部に位置し、懐化市、婁底市、衡陽市、永州市、広西チワン族自治区に接する。主な河川は資江。

## 歴史
邵陽に初めて行政区域が設定されたのは漢初の昭陵県である。266年（宝鼎元年）、三国時代の呉は零陵郡北部を新たに昭陵郡と設置し、現在の市区に郡治が置かれ、280年（太康元年）、西晋により邵陵郡と改称された。
621年（武徳4年）、唐により長沙郡邵陽県に南梁州が置かれた。636年（貞観10年）、南梁州は邵州と改称された。南宋には年号の宝慶を採用し1225年（宝慶元年）に宝慶府に昇格し、以後中華民国までその名称が踏襲された。
1913年、中華民国により宝慶府は廃止され、邵陽県は宝慶県と改称された。1926年、宝慶県は邵陽県の称にもどされた。さらに中華人民共和国成立後の1950年に邵陽行政専員公署管轄の県級市として邵陽市に昇格、1977年に省轄市となり、さらに1980年に地級市に改編され現在に至る。

## 行政区画
3市轄区・2県級市・6県・1自治県を管轄下に置く。
- 市轄区：
  - 大祥区・双清区・北塔区
- 県級市：
  - 武岡市・邵東市
- 県：
  - 新邵県・邵陽県・隆回県・洞口県・綏寧県・新寧県
- 自治県：
  - 城歩ミャオ族自治県

| 邵陽市の地図                                                                                                   |
| --- |
| 1 2 3 新邵県 邵陽県 隆回県 洞口県 綏寧県 新寧県 城歩ミャオ族 · 自治県 武岡市 邵東市 1.双清区 2.大祥区 3.北塔区 |

### 年表
この節の出典

#### 邵陽地区(1949年-1983年)
- 1949年10月1日 - 中華人民共和国湖南省邵陽専区が成立。邵陽県・新寧県・城歩県・武岡県・隆回県・新化県が発足。(6県)
- 1950年10月19日 - 邵陽県の一部が分立し、邵陽市が発足。(1市6県)
- 1951年7月7日 - 新化県の一部が分立し、錫鉱山特区が発足。(1市6県1特区)
- 1952年2月16日 (1市9県1特区)
  - 武岡県の一部が分立し、洞口県が発足。
  - 邵陽県の一部が分立し、邵東県が発足。
  - 邵陽県・新化県の各一部が益陽専区安化県・湘郷県の各一部と合併し、益陽専区漣源県となる。
  - 邵陽県・新化県の各一部が合併し、新邵県が発足。
- 1952年8月24日 - 錫鉱山特区が新化県に編入。(1市9県)
- 1952年11月13日 - 益陽専区湘郷県・双峰県・漣源県を編入。(1市12県)
- 1954年4月 - 城歩県の一部が広西省桂林専区竜勝各族自治区に編入。(1市12県)
- 1954年8月23日 - 城歩県の一部が広西省桂林専区竜勝各族自治区に編入。(1市12県)
- 1956年11月3日 - 城歩県が自治県に移行し、城歩ミャオ族自治県となる。(1市11県1自治県)
- 1958年6月20日 - 黔陽地区綏寧県を編入。(1市12県1自治県)
- 1961年7月9日 (3市12県1自治県)
  - 漣源県の一部が分立し、婁底市が発足。
  - 新化県の一部が分立し、冷水江市が発足。
- 1962年10月20日 (1市12県1自治県)
  - 婁底市が漣源県に編入。
  - 冷水江市が新化県に編入。
- 1965年7月10日 - 湘郷県が湘潭専区に編入。(1市11県1自治県)
- 1969年10月10日 - 新化県の一部が分立し、冷水江市が発足。(2市11県1自治県)
- 1970年 - 邵陽専区が邵陽地区に改称。(2市11県1自治県)
- 1977年9月29日 - 冷水江市・漣源県・双峰県・新化県・邵東県・新邵県が漣源地区に編入。(1市6県1自治県)
- 1980年2月20日 - 邵陽市が地級市の邵陽市に昇格。(6県1自治県)
- 1983年2月8日 - 邵陽県・隆回県・洞口県・武岡県・新寧県・綏寧県・城歩ミャオ族自治県が邵陽市に編入。

#### 邵陽市
- 1980年2月20日 - 邵陽地区邵陽市が地級市の邵陽市に昇格。東区・橋頭区・西区・郊区が成立。(4区)
- 1983年2月8日 - 邵陽地区邵陽県・隆回県・洞口県・武岡県・新寧県・綏寧県・城歩ミャオ族自治県、婁底地区冷水江市・新化県・邵東県・新邵県を編入。(5区9県1自治県)
  - 冷水江市が区制施行し、冷水江区となる。
- 1983年7月13日 (4区2県)
  - 邵陽県・隆回県・洞口県・武岡県・新寧県・綏寧県・城歩ミャオ族自治県が邵陽地区に編入。
  - 冷水江区・新化県が婁底地区に編入。
- 1986年1月17日 - 邵陽地区邵陽県・隆回県・洞口県・武岡県・新寧県・綏寧県・城歩ミャオ族自治県を編入。(4区8県1自治県)
- 1987年2月12日 - 橋頭区が東区に編入。(3区8県1自治県)
- 1994年2月18日 - 武岡県が市制施行し、武岡市となる。(3区1市7県1自治県)
- 1997年8月29日 (3区1市7県1自治県)
  - 東区・郊区の各一部が合併し、双清区が発足。
  - 西区および郊区の一部が合併し、大祥区が発足。
  - 東区の残部・郊区の残部および邵陽県の一部が合併し、北塔区が発足。
- 2019年7月12日 - 邵東県が市制施行し、邵東市となる。(3区2市6県1自治県)

#### 邵陽地区(1983年-1986年)
- 1983年7月13日 - 邵陽市邵陽県・隆回県・洞口県・武岡県・新寧県・綏寧県・城歩ミャオ族自治県を編入。邵陽地区が成立。(6県1自治県)
- 1986年1月17日 - 邵陽県・隆回県・洞口県・武岡県・新寧県・綏寧県・城歩ミャオ族自治県が邵陽市に編入。

## 交通
鉄道
- 婁邵線（婁底市 - 邵陽市）

道路
- 滬端高速道路

## 出身者
- 魏源 - 清末の学者。字は黙深。経世実用の学と史学に興味をもち、春秋公羊学を根幹にすえ、中国社会の内部的崩壊と、西欧列強の圧迫による民族的危機とを自覚して、多くの書物を著わす。特に、「海国図志」は幕末・明治初期の日本の知識階級に影響を与えた[3]。
- 蔡鍔 - 清末民初の軍人。字は松坡。日本の陸軍士官学校を卒業。帰国して辛亥革命に参加。雲南軍政府都督となる。のち、袁世凱の帝政復活に反対して雲南省の独立を宣言し、討袁軍を四川省に進めた。袁世凱の死後、四川省督軍に任ぜられたが日本で病死した[3]。